# Margen (economía)
En  Economía,  margen es un conjunto de restricciones conceptuado como una  frontera. Un   cambio marginal es un cambio asociado con la relajación o un apriete de limitaciones  — cual sea el cambio "de" las limitaciones , o el cambio " en respuesta de "un  cambio de los límites.

## Márgenes intensivos o extensos
Los márgenes algunas veces son conceptualizados cómo  extensivo o intensivo:
- Un margen extensivo corresponde a un número de entradas útiles que  en cierto sentido son ocupados. Por ejemplo, contratar trabajadores adicionales podría incrementar el margen extensivo.  .
- Un margen intensivo corresponde a la cantidad de extraer margen extensivo ya dado. Por ejemplo, reducir la producción requerida proveniente de un grupo de trabajadores disminuirá el margen intensivo.